# Акт про штучний інтелект
Акт про шту́чний інтеле́кт (АШІ; англ. Artificial Intelligence Act, AI Act) — ухвалений 13 березня 2024 року Європейським парламентом регламент, який має забезпечити безпеку і дотримання прав громадян при застосуванні штучного інтелекту (ШІ).
Цей нормативний акт, запропонований 21 квітня 2021 року Європейською комісією, метою якого є запровадження спільної нормативно-правової бази для штучного інтелекту. Його сфера дії охоплює всі сектори (за винятком військового) та всі типи штучного інтелекту. Як елемент регулювання продуктів, пропозиція не надає прав окремим особам, але регулює діяльність постачальників систем штучного інтелекту та суб'єктів, які користуються ними у професійній діяльности.
Акт про штучний інтелект має на меті класифікувати та регулювати програми штучного інтелекту на основі їхнього потенційного ризику. Ця класифікація в основному поділяється на три категорії: заборонені практики, системи з високим ступенем ризику та інші технології штучного інтелекту.
Заборонені практики — це ті, що використовують штучний інтелект для свідомої маніпуляції або зловживання слабкостями людей, що може призвести до фізичної або психологічної шкоди, невибіркового використання біометричної ідентифікації в реальному часі в громадських місцях для забезпечення правопорядку або використання владою "соціальних оцінок", отриманих за допомогою штучного інтелекту, для обмеження прав окремих осіб чи груп. Регламент повністю забороняє останнє, в той час, як для перших трьох пунктів пропонується режим дозволу в контексті правоохоронної діяльности.
Згідно із регламентом, системи з високим ступенем ризику — це системи, які становлять значну загрозу здоров'ю, безпеці або основним правам людини. Вони потребують обов'язкової оцінки відповідности, яку постачальник здійснює самостійно, перед тим, як вивести їх на ринок. Особливо небезпечні програми, такі як для медичних пристроїв, вимагають, відповідно до вимог Акту про штучний інтелект, щоб результати самостійного аудиту постачальника були розглянуті уповноваженим органом, який здійснює оцінювання відповідно до чинних нормативних актів ЄС, таких як Регламент про медичні вироби.
Системи штучного інтелекту, що не належать до вищезазначених категорій, не підлягають жодному регулюванню, а держави-члени ЄС здебільшого позбавлені можливости їх подальшого регламентування шляхом максимальної уніфікації. Існуючі державні закони, пов'язані з розробкою або використанням таких систем, не підлягають застосуванню. Однак передбачається, хоча і не з самого початку, запровадження добровільного кодексу дій для таких систем.
Регламент також пропонує запровадити Європейську раду зі штучного інтелекту для національного співробітництва та забезпечення дотримання правил.
Як і Загальний регламент Європейського Союзу про захист даних, Акт про штучний інтелект може набути світового значення. Він уже має вплив за межами Європи: у вересні 2021 року Конгрес Бразилії ухвалив законопроєкт, який закладає правову основу для штучного інтелекту. 6 грудня 2022 року Європейська Рада ухвалила загальний підхід щодо Акту про штучний інтелект. Німеччина підтримує позицію Ради, але все ж бачить певну потребу в подальшому вдосконаленні, як було зазначено в супровідній заяві держави-члена. Серед заходів, які, ймовірно, будуть запропоновані, — зобов'язання розробників штучного інтелекту таких продуктів, як ChatGPT від Open AI, декларувати, чи використовувалися матеріали, захищені авторським правом, для навчання їхньої технології.

## Положення

### Категорії ризику
Існують різні категорії ризику залежно від типу програми, причому окрема категорія присвячена генеративному ШІ загального призначення:
- Неприйнятний ризик – програми штучного інтелекту в цій категорії заборонені, за винятком окремих винятків.[16] Якщо винятки не застосовуються, сюди входять додатки штучного інтелекту, які маніпулюють людською поведінкою, ті, що використовують віддалену біометричну ідентифікацію в реальному часі (наприклад, розпізнавання обличчя ) у громадських місцях, а також ті, що використовуються для соціального оцінювання (ранжування осіб на основі їхніх особистих характеристик, соціально- економічний статус або поведінка).[17]
- Високий ризик – програми штучного інтелекту, які, як очікується, створюватимуть серйозну загрозу здоров’ю, безпеці чи основним правам людей. Зокрема, системи штучного інтелекту, які використовуються в охороні здоров’я, освіті, підборі кадрів, управлінні критичною інфраструктурою, правоохоронних органах або правосудді. Вони підлягають зобов’язанням щодо якости, прозорости, людського контролю та безпеки, а в деяких випадках вимагають «Оцінки впливу на основні права» перед розгортанням.[18] Вони повинні бути оцінені як перед тим, як вийти на ринок, так і протягом усього життєвого циклу. Перелік програм високого ризику може бути розширений з часом без необхідности змінювати сам Закон про штучний інтелект.[19]
- Штучний інтелект загального призначення – доданий у 2023 році, ця категорія включає зокрема базові моделі, такі як ChatGPT. Якщо вагові коефіцієнти та архітектура моделі не оприлюднені за безкоштовною ліцензією з відкритим вихідним кодом, у цьому випадку потрібні лише зведення навчальних даних і політика дотримання авторських прав, вони підлягають вимогам прозорости. Високоефективні системи штучного інтелекту загального призначення, включаючи безкоштовні та з відкритим вихідним кодом, які можуть становити системні ризики (зокрема ті, які навчені з використанням обчислювальних можливостей, що перевищують 10 FLOPS)[20] також повинні пройти процес ретельної оцінки.[17]
- Обмежений ризик – системи штучного інтелекту в цій категорії мають зобов’язання щодо прозорости, гарантуючи, що користувачі інформовані про те, що вони взаємодіють із системою штучного інтелекту, і дозволяють їм робити обґрунтований вибір. Ця категорія включає, наприклад, програми штучного інтелекту, які дозволяють генерувати зображення, звук або відео або маніпулювати ними (як-от дипфейк).[17]
- Мінімальний ризик – ця категорія включає, наприклад, системи AI, які використовуються для відеоігор, або фільтри спаму. Очікується, що більшість програм штучного інтелекту належать до цієї категорії.[21] Ці системи не регулюються, і держави-члени не можуть вводити додаткові правила через правила максимальної гармонізації. Існуючі національні закони щодо проєктування або використання таких систем мають перевагу. Проте пропонується добровільний кодекс поведінки.[22]

#### Винятки
Статті 2.3 і 2.6 звільняють системи штучного інтелекту, які використовуються в цілях військової чи національної безпеки або суто наукових досліджень і розробок, від Акту про штучний інтелект.
Стаття 5.2 забороняє алгоритмічне відеоспостереження лише за умови, що воно ведеться в режимі реального часу. Винятки, які дозволяють здійснювати алгоритмічне відеоспостереження в режимі реального часу, включають поліцейські цілі, включаючи «реальну та поточну або реальну та передбачувану загрозу терористичної атаки».
У пункті 31 акту зазначено, що він має на меті заборонити «системи штучного інтелекту, які забезпечують соціальну оцінку фізичних осіб державними або приватними суб’єктами», але дозволяє «законну практику оцінювання фізичних осіб, яка виконується з певною метою відповідно до законодавства».

### Управління
Акт про ШІ засновує різні нові органи в статті 64 і наступних статтях. На ці органи покладено виконання та забезпечення виконання Закону. Цей підхід поєднує координацію на рівні ЄС із впровадженням на національному рівні, залучаючи як органи державної влади, так і приватний сектор.
Будуть створені такі нові органи:
1. Офіс штучного інтелекту: при Європейській комісії цей орган координуватиме імплементацію Закону про штучний інтелект у всіх державах-членах і наглядатиме за відповідністю постачальників штучного інтелекту загального призначення.
2. Європейська рада зі штучного інтелекту: Рада, що складається з одного представника від кожної держави-члена, консультуватиме та допомагатиме Комісії та державам-членам сприяти послідовному та ефективному застосуванню Закону про ШІ. Його завдання включають збір і обмін технічним і регуляторним досвідом, надання рекомендацій, письмових висновків та інших порад.
3. Консультативний форум: створений для консультування та надання технічної експертизи Раді та Комісії, цей форум представлятиме збалансований вибір зацікавлених сторін, включаючи промисловість, стартапи, малі та середні підприємства, громадянське суспільство та наукові кола, забезпечуючи, щоб широкий спектр думок представлений у процесі впровадження та застосування.
4. Наукова група незалежних експертів: ця група надаватиме технічні поради та внесок Управлінню штучного інтелекту та національним органам влади, забезпечуватиме дотримання правил для моделей штучного інтелекту загального призначення (зокрема, надсилаючи кваліфіковані попередження про можливі ризики Офісу штучного інтелекту) і гарантуватиме, що правила і реалізація Акту про ШІ відповідає останнім науковим висновкам.

Хоча створення нових органів планується на рівні ЄС, держави-члени повинні створити «національні компетентні органи». Ці органи відповідатимуть за забезпечення застосування та імплементацію Акту про ШІ, а також за проведення «ринкового нагляду». Вони перевірятимуть відповідність систем штучного інтелекту нормам, зокрема шляхом перевірки належного виконання оцінок відповідности та призначення третіх сторін для проведення зовнішніх оцінок відповідности.

### Правозастосування
Акт регулює вихід ШІ на внутрішній ринок ЄС з використанням нової законодавчої бази. Він містить основні вимоги, яким мають відповідати всі системи штучного інтелекту, щоб вийти на ринок ЄС. Ці основні вимоги передаються до європейських організацій стандартизації, які розробляють технічні стандарти, які детальніше деталізують ці вимоги. Ці стандарти розроблено CEN/CENELEC JTC 21.
Акт передбачає, що держави-члени створюють власні нотифікуючі органи. Оцінки відповідности проводяться, щоб перевірити, чи відповідають системи штучного інтелекту стандартам, викладеним в Акті про штучний інтелект. Цю оцінку можна здійснити двома способами: або через самооцінку, коли постачальник системи ШІ перевіряє відповідність, або через оцінку відповідности третьою стороною, коли нотифікуючий орган проводить оцінку. Нотифікуючі органи також мають повноваження проводити авдити для забезпечення належної оцінки відповідности.
Виникає критика щодо того факту, що багато систем штучного інтелекту з високим ризиком не потребують оцінки відповідности третіми сторонами. Деякі коментатори стверджують, що незалежні сторонні оцінки необхідні для систем ШІ з високим ризиком, щоб забезпечити безпеку перед розгортанням. Правники вважають, що системи штучного інтелекту, здатні генерувати дипфейки для політичної дезінформації або створювати інтимні образи без згоди, слід класифікувати як високоризикові та піддавати суворішому регулюванню.

## Законодавча процедура
У лютому 2020 року Європейська комісія опублікувала «Білу книгу про штучний інтелект – європейський підхід до досконалости та довіри». У жовтні 2020 року в Європейській раді відбулися дебати між лідерами ЄС. 21 квітня 2021 року Комісія офіційно запропонувала акт про ШІ. 6 грудня 2022 року Європейська Рада прийняла загальну орієнтацію, що дозволило розпочати переговори з Європейським парламентом. 9 грудня 2023 року, після трьох днів «маратонських» переговорів, Рада Європейського Союзу і Парламент уклали угоду.
Акт був прийнятий в Європейському парламенті 13 березня 2024 року 523 голосами «за», 46 «проти» і 49 «утрималися». Він був схвалений Радою ЄС 21 травня 2024 року. Він набув чинности 1 серпня 2024 року, через 20 днів після публікації в Офіційному віснику 12 липня 2024 року.

## Реакції
Експерти стверджують, що хоча юрисдикція регламенту є європейською, він може мати далекосяжні наслідки для міжнародних компаній, які планують розширити свою діяльність у Європі. Ану Бредфорд з Колумбійського університету стверджує, що акт дає значний імпульс всесвітньому руху за регулювання технологій ШІ.
Amnesty International розкритикували акт про штучний інтелект за те, що він не повністю забороняє розпізнавання облич у реальному часі, яке, за їхніми словами, може завдати шкоди «правам людини, громадянському простору та верховенству права» в Європейському Союзі. Вони також розкритикували відсутність заборони на експорт технологій ШІ, які можуть завдати шкоди правам людини.
Деякі технічні спостерігачі стверджують, що в акті є серйозні лазівки, які дозволять великим технологічним монополіям закріпити свою перевагу в штучному інтелекті або лобіювати послаблення правил. Деякі стартапи привітали роз’яснення, яке надає акт, а інші стверджували, що додаткове регулювання зробить європейські стартапи неконкурентоспроможними порівняно з американськими й азійськими. La Quadrature du Net (LQDN) описали Акт про штучний інтелект як «розроблений спеціально для індустрії технологій, європейських поліцейських сил, а також інших великих бюрократичних установ, які прагнуть автоматизувати соціальний контроль». LQDN описав роль саморегулювання та винятків у законі, щоб зробити його «в основному неспроможним стояти на шляху соціальної, політичної та екологічної шкоди, пов’язаної з розповсюдженням ШІ».